# گروهان قهرمانان: روایات دلیری
گروهان قهرمانان: روایات دلیری (به انگلیسی: Company of Heroes: Tales of Valor) یک بازی رایانه‌ای منتشر شده توسط شرکت تی‌اچ‌کیو است. این بازی در تاریخ ۹ آوریل ۲۰۰۹ عرضه شده و سازنده آن رلیک اینترتینمنت است.
این بازی مشتمل بر ۳ قسمت از روایات قهرمانان جنگی گروه‌های ورماخت و پانزر الیت و همچنین گروه چتربازان بیکر آمریکایی می‌باشد، داستان اول مربوط به دفاع از دهکده بوکاژ
می‌باشد، این عملیات توسط یگان‌های لشکر رزهی لهر آلمان به فرماندهی میشاییل ویتمن انجام می‌شود و شما می‌بایست فرماندهی تانک تایگر آلمانی را بر عهده بگیرید، در نهایت در این عملیات ۲ دستگاه توپ ضد تانک و ۴۰ دستگاه تانک و صدها سرباز پیاده به دست تانک میشاییل ویتمن نابود می‌شود. میشاییل ویتمن بعد از این عملیات مفتخر به دریافت نشان نایت کروس می‌گردد.